# Faso Airways
Faso Airways es una aerolínea con base en Uagadugú, Burkina Faso. Fue fundada en 2000 y efectúa vuelos chárter a África, Europa y Oriente Medio. 

## Flota
La flota de Faso Airways incluye los siguientes aviones (en febrero de 2010):
- 1 Ilyushin Il-76TD
- 1 Let L-410 UVP[1]